# Liste der Naturdenkmale in Stolpen
Die Liste der Naturdenkmale in Stolpen nennt die Naturdenkmale in Stolpen im sächsischen Landkreis Sächsische Schweiz-Osterzgebirge.

## Definition
„Naturdenkmäler sind rechtsverbindlich festgesetzte Einzelschöpfungen der Natur oder entsprechende Flächen bis zu fünf Hektar, deren besonderer Schutz erforderlich ist
1. aus wissenschaftlichen, naturgeschichtlichen oder landeskundlichen Gründen oder
2. wegen ihrer Seltenheit, Eigenart oder Schönheit.“

„§ 18 – Naturdenkmäler – (zu § 28 BNatSchG)
(1) Die Erklärung nach § 22 Abs. 1 BNatSchG von Teilen von Natur und Landschaft als Naturdenkmal erfolgt durch Rechtsverordnung oder Einzelanordnung.
(2) Über § 28 Abs. 1 BNatSchG hinaus können Naturdenkmäler zur Sicherung von Lebensgemeinschaften oder Lebensstätten von im Bestand gefährdeten oder streng geschützten Arten festgesetzt werden.“

## Liste
Link zu einem Kartenansichtstool, um Koordinaten zu setzen.
| Bild            | Bezeichnung                                                               | Lage                                                         | Beschreibung              | Datum                                                          | Nummer  |
| --------------- | ------------------------------------------------------------------------- | ------------------------------------------------------------ | ------------------------- | -------------------------------------------------------------- | ------- |
| BW              | Lauterbach - Ortsausgang bis Mündung Wesenitz                             | Lauterbach, Bühlau (51° 4′ 21,9″ N, 14° 5′ 43,3″ O)          | FND (1,362 ha)            |                                                                | SSZ 063 |
| BW              | Gehölz südlich Lauterbach                                                 | Lauterbach (51° 3′ 28,6″ N, 14° 7′ 17,7″ O)                  | FND (0,448 ha)            |                                                                | SSZ 064 |
| BW              | Gehölz südlich Lauterbach                                                 | Lauterbach (51° 3′ 32,9″ N, 14° 7′ 16,8″ O)                  | FND (0,086 ha)            |                                                                | SSZ 064 |
| BW              | Gehölzstreifen am Weg südwestlich Gottlöbers Höhe                         | Lauterbach (51° 3′ 43,3″ N, 14° 7′ 39,7″ O)                  | FND (0,370 ha)            |                                                                | SSZ 065 |
| BW              | Gehölzstreifen auf Gottlöbers Höhe                                        | Lauterbach (51° 3′ 42,7″ N, 14° 7′ 49,3″ O)                  | FND (0,084 ha)            |                                                                | SSZ 066 |
| BW              | An der Kanzel im Polenztal                                                | Langenwolmsdorf (51° 0′ 46,3″ N, 14° 7′ 22,3″ O)             | FND (1,980 ha)            |                                                                | SSZ 102 |
| BW              | Polenzleite unterhalb dem Heeselichter Steinberg                          | Heeselicht (51° 0′ 34,4″ N, 14° 6′ 36,3″ O)                  | FND (2,012 ha)            |                                                                | SSZ 113 |
| BW              | Polenzleite unter der Heeselichter Scheibe                                | Heeselicht (51° 0′ 14,2″ N, 14° 6′ 26,5″ O)                  | FND (3,075 ha)            |                                                                | SSZ 114 |
| BW              | Polenzleite über dem Hussitenstollen                                      | Heeselicht (51° 0′ 6,3″ N, 14° 6′ 14,1″ O)                   | FND (0,657 ha)            |                                                                | SSZ 115 |
| BW              | Stolpener Stadtwald am Burgberg                                           | Stolpen (51° 2′ 51,2″ N, 14° 5′ 7,1″ O)                      | FND (4,100 ha)            |                                                                | SSZ 118 |
| BW              | Galgenberg bei Rennersdorf                                                | Rennersdorf (51° 3′ 18″ N, 14° 3′ 53,9″ O)                   | FND (2,192 ha)            |                                                                | SSZ 119 |
| BW              | Altstädter Krokuswiese Stolpen                                            | Altstadt, Rennersdorf (51° 2′ 52,1″ N, 14° 4′ 23,5″ O)       | FND (0,288 ha)            |                                                                | SSZ 130 |
| Fotos hochladen | Basaltsäulen am Stolpener Burgberg                                        | Stolpen (51° 2′ 51,2″ N, 14° 4′ 58″ O)                       | FND (0,139 ha)            |                                                                | SSZ 146 |
| Fotos hochladen | Basaltsäulen am Stolpener Burgberg                                        | Stolpen (51° 2′ 53,5″ N, 14° 5′ 3,3″ O)                      | FND (0,027 ha)            |                                                                | SSZ 146 |
| Fotos hochladen | Basaltsäulen am Stolpener Burgberg                                        | Stolpen (51° 2′ 54,4″ N, 14° 5′ 5,4″ O)                      | FND (0,005 ha)            |                                                                | SSZ 146 |
| Fotos hochladen | Basaltsäulen am Stolpener Burgberg                                        | Stolpen (51° 2′ 55,4″ N, 14° 5′ 7,5″ O)                      | FND (0,008 ha)            |                                                                | SSZ 146 |
| BW              | Stieleiche am Fasanenbusch bei Stolpen                                    | Altstadt (51° 2′ 41,8″ N, 14° 2′ 46,2″ O)                    |                           | 1, 2, 4, 5                                                     | ssz 042 |
| Fotos hochladen | Eibe in Rennersdorf                                                       | Rennersdorf (51° 4′ 3″ N, 14° 3′ 49,5″ O)                    |                           | 1, 2, 3, 4, 5                                                  | ssz 043 |
| Fotos hochladen | Rennersdorfer Findlingsgruppe                                             | Rennersdorf-Neudörfel (51° 3′ 32,1″ N, 14° 3′ 52,9″ O)       | geologisches Naturdenkmal | Beschluss-Nr. 22/90 des Rat des Kreises Sebnitz vom 26.04.1990 | ssz 065 |
| Fotos hochladen | Kastanie am Rittergut Rennersdorf                                         | Rennersdorf (51° 3′ 30,5″ N, 14° 3′ 46,3″ O)                 |                           |                                                                |         |
| BW              | Schwarzerlengruppe an der Flurgrenze zwischen Helmsdorf und Wilschdorf    | Niederhelmsdorf, Wilschdorf (51° 2′ 48,9″ N, 14° 0′ 58,6″ O) |                           | 1, 4                                                           | ssz 075 |
| BW              | Baumhasel in Stolpen                                                      | Stolpen (51° 2′ 54,4″ N, 14° 4′ 44,6″ O)                     |                           | 1, 2, 3, 4, 5                                                  | ssz 077 |
| BW              | Linden-Ahorn-Allee an der Bahnhofstraße in Stolpen                        | Stolpen, Langenwolmsdorf (51° 2′ 51,9″ N, 14° 4′ 45,9″ O)    |                           | 4, 5                                                           | ssz 051 |
| BW              | Feldgehölz mit Altkiefer nördlich des Bischofsweges in Stolpen - Altstadt | Altstadt (51° 3′ 9,8″ N, 14° 2′ 48,8″ O)                     |                           | 3, 5                                                           | ssz 094 |
| BW              | Wildbirne am Schwarzen Busch Langenwolmsdorf                              | Langenwolmsdorf (51° 1′ 25,8″ N, 14° 5′ 47,3″ O)             |                           | 1, 2, 3                                                        | ssz 092 |
| BW              | Zwei Alttannen im Lauterbacher Wäldchen                                   | Lauterbach (51° 4′ 49″ N, 14° 8′ 1,5″ O)                     |                           | 1, 3                                                           | ssz 095 |

Das Nummernschema des Landkreises unterscheidet
- Einzelnaturdenkmal = Kleinbuchstaben (ssz 001 Winterlinde in Neustadt; …)
- Flächennaturdenkmal = Großbuchstaben (SSZ 001 Erlpeterquelle Pirna; …)